# Gjógvarafjall
Gjógvarafjall è una montagna alta 678 metri sul mare situata sull'isola di Eysturoy, nell'arcipelago delle Isole Fær Øer, in Danimarca.